# Amina Okujewa
Amina Wiktoriwna Okujewa (ur. 5 czerwca 1983 w Odessie, zm. 30 października 2017 koło Hłewachy pod Kijowem) – ukraińska wojskowa czeczeńsko-polskiego  pochodzenia, z wykształcenia lekarz.

## Życiorys
Urodziła się w 1983 r. w Odessie w jako córka Czeczena i Polki z Kaukazu. Ukończyła studia medyczne, a następnie specjalizowała się w chirurgii. W czasie protestów na Majdanie w 2013 r. przyłączyła się do 8. Sotni Samoobrony Majdanu, a w lipcu następnego roku wstąpiła do batalionu Kijów-2 i z nim brała udział w walkach w Donbasie. Ze względu na swoją aktywność w mediach społecznościowych stała się rozpoznawalna, pisały o niej ukraińskie media, nazywając „ukraińską amazonką”. W 2016 r. ukończyła Akademię Wojskową w Odessie. Za udział w wojnie została nagrodzona pistoletem z wygrawerowanym nazwiskiem.
1 czerwca 2017 r. jej mąż został ranny w zamachu zorganizowanym w Kijowie, sprawca podający się za dziennikarza Le Monde został obezwładniony przez Okujewą. Zarówno Osmajew, jak i zamachowiec w ciężkim stanie trafili do szpitali. Władze Ukrainy o organizację zamachu podejrzewały władze Czeczenii lub rosyjskie służby specjalne.
30 października 2017 roku samochód, w którym znajdowała się wraz z mężem, został ostrzelany. Według informacji podanych przez doradców Ministra Spraw Wewnętrznych Ukrainy, zdarzenie miało miejsce na obrzeżach Kijowa, a Okujewa zmarła na skutek odniesionych ran.